# جبال الستار
جبال الستار (بالإنجليزية: The Star Mountains)‏ (ويُلفظ: ذا ستار ماونتنز)؛ هي سلسلة جبلية تقع غرب بابوا غينيا الجديدة، وتمتد من حدودها مع إندونيسيا إلى سلسلة جبال (هيندنبورغ). لديهم معدل سقوط أمطار سنوي يزيد عن 10000 مم، وعلى الرغم من عدم وجود محطة رسمية وعلمية للأرصاد الجوية هناك إلا أنه يُزعم أنها أكثر الأماكن رطوبةً على وجه الأرض.
كان (جان سنيب) قائد البعثة الغربية السابقة إلى الجبال، وقد كان موظفاً مدنياً للمستعمرة الهولندية ويعمل من وداي(سيبيل). قامت الحملة -في أبريل عام 1959- بتخطيط التضاريس وجمع بيانات أنثروبولوجية للأشخاص الذين يعيشون في المنطقة واستخدمت طائرتين صغيرتين من طراز (بيل)، ولكن قد حدت الارتفاعات بشدة من فعالية الطائرتين وتحطمت إحداهما، وذلك أجبر الحملة على الاعتماد على القوة البشرية التقليدية أكثر. وقد استطاع متسلقوا الحملة الوصول إلى قمة )بونكاك ماندالا) في التاسع من سبتمبر.